# Прядко Тетяна Сидорівна
Тетяна Сидорівна Прядко (нар. 1951) — українська радянська діячка, швачка Смілянської швейної фабрики Черкаської області. Депутат Верховної Ради СРСР 10-го скликання.

## Біографія
Освіта середня. Член ВЛКСМ.
З 1969 року — швачка Смілянської швейної фабрики міста Сміли Черкаської області.

## Нагороди
- медалі